# Patnos
Patnos (em armênio: Բադնոց; romaniz.: Patnoc’) ou Panos é uma cidade e distrito do leste da Turquia, na província de Are, na região da Anatólia Oriental. O distrito tem 1 394 km² de área e em dezembro de 2021 tinha 118 481 habitantes (densidade: 85 hab./km²), dos quais 61 837 na capital de Patnos.

## História
Foram localizadas in situ inscrições dos reis urartianos Ispuini (r. 828–810 a.C.), Menua (r. 810–785 a.C.), Sarduri II (r. 763–735 a.C.), bem como vestígios de cultura material do reino. No Império Otomano, Patnos fez parte do vilaiete de Erzurum. Em 1913-1914, tinha 100 habitantes armênios, envolvidos na agricultura e pecuária. Havia uma igreja dedicada a São Estêvão (Surb Step’anos), também referida como de Santa Mãe de Deus (Surb Astvacacin). Seus habitantes armênios foram mortos e/ou deportados no genocídio armênio de 1915.

## Subdivisões
O distrito é formado por dois municípios (belde) e 92 aldeias (köy):
Municípios
- Dedeli
- Patnos

Aldeias
- Acchaorene (Akçaören)
- Acdileque (Akdilek)
- Actepe (Aktepe )
- Aquiemixe (Akyemiş)
- Alatai (Alatay)
- Andachele (Andaçlı)
- Armutlu
- Axaegochemez (Aşağıgöçmez)
- Axaecamisle (Aşağıkamışlı)
- Babaxe (Bağbaşı)
- Baltajeque (Baltacık)
- Bastarla (Baştarla)
- Bozolaque (Bozoğlak)
- Budaque (Budak)
- Cajelar (Hacılar)
- Cassandolu (Hasandolu)
- Caratoclu (Karatoklu)
- Carbassane (Karbasan)
- Caxe (Kaş)
- Cazanbei (Kazanbey)
- Chaquerbei (Çakırbey)
- Chamurlu (Çamurlu)
- Chaputlu (Çaputlu)
- Chatmaoluque (Çatmaoluk)
- Chavuscoi (Çavuşköy)
- Chicheque (Çiçek)
- Chimenli (Çimenli)
- Chucurba (Çukurbağ)
- Cochaclar (Koçaklar)
- Conaquebei (Konakbeyi)
- Cosseler (Köseler)
- Cujaque (Kucak)
- Curuiaca (Kuruyaka)
- Cusbaia (Kuşkaya)
- Curecli (Kürekli)
- Daalane (Dağalan)
- Deirmenduzu (Değirmendüzü)
- Demirorene (Demirören)
- Derejique (Derecik)
- Dizguincale (Dizginkale)
- Doansu (Doğansu)
- Duzjeli (Düzceli)
- Edremite (Edremit)
- Erguecheli (Ergeçli)
- Erielmaz (Eryılmaz)
- Essenbel (Esenbel)
- Esquiconaque (Eskikonak)
- Guenchali (Gençali)
- Goccheali (Gökçeali)
- Gocolu (Gökoğlu)
- Gonluacheque (Gönlüaçık)
- Guluje (Güllüce)
- Gumbeli (Günbeli)
- Gunduz (Gündüz)
- Guvenjinli (Güvercinli)
- Ialchencaia (Yalçınkaya)
- Iexilquissar (Yeşilhisar)
- Iexiliurte (Yeşilyurt)
- Iucaredamela (Yukarıdamla)
- Iucaregochemez (Yukarıgöçmez)
- Iucarecamesle (Yukarıkamışlı)
- Iucareculejique (Yukarıkülecik)
- Iurtovene (Yurtöven)
- Iunjuler (Yüncüler)
- Iurequeverene (Yürekveren)
- Meidandae (Meydandağı)
- Molaibraquime (Mollaibrahim)
- Ombaxelar (Onbaşılar)
- Ortadamela (Ortadamla)
- Oiajique (Oyacık)
- Orendique (Örendik)
- Ozdemir (Özdemir)
- Piromer (Pirömer)
- Quechelbabe (Keçelbaba)
- Quezeltepe (Kızıltepe)
- Quezcapane (Kızkapan)
- Quisarcoi (Hisarköy)
- Sareja (Sağrıca)
- Saredibeque (Sarıdibek)
- Suluja (Suluca)
- Sussuz (Susuz)
- Tanieli (Tanyeli)
- Tasquene (Taşkın)
- Tepeli
- Usluja (Usluca)
- Uzunja (Uzunca)
- Uzungune (Uzungün)
- Uchoimaque (Üçoymak)
- Urcute (Ürküt)
- Zinjircale (Zincirkale)
- Zirecli (Zirekli)
- Ziarete (Ziyaret)